# 에어로버
《에어로버》는 2018년의 애니메이션으로, 대한민국의 픽셔너리 아트팩토리에서 만들었다. MBC에서 2017년 11월 21일에 파일럿으로 방영되었으며, 2018년 1월 18일부터 12월 19일까지 방영되었다, 이후 시즌2  2023년 4월 27일 부터 방영될 예정이다.

## 등장인물
- 션
- 찰스 리치
- 일레인
- 안젤라
- 첸
- 수지
- 제이슨
- 코치 조
- 올리비아
- 이안
- 세바스찬
- 빅터
- 커건
- 루크
- 쿼드롭바이러
- 애덤(션의 아빠)
- 파이퍼
- 엠마
- 실비아
- 토마스
- 한
- 제이
- 하이디

## 목소리 연기
- 양정화: 션
- 남도형: 찰스 리치, 코치 조
- 박신희: 일레인
- 조현정: 안젤라, 올리비아, 수지
- 류승곤: 첸, 세바스찬
- 여민정: 제이슨
- 황창영: 이안, 루크
- 시영준: 커건
- 이경태: 빅터, 쿼드콥바이러
- 강시현: 션의 멘토, 아연
- 정재헌: 애덤(션의 아빠)
- 안영미: 파이퍼, 엠마

## 제작진

### 1기
- 기획: ??? (MBC판만)
- 책임 프로듀서: ??? (MBC판만)
- 조연출: ??? (MBC판만)
- 기획: 조규석
- 프로듀서: 임보라미, 이진숙, 모상준
- 애니메이션 감독: 박현수
- 시나리오: 소민선, 허성훈, 조규석, 이진숙, 김필구, 손병조
- 미술감독: 임보라미
- 디자인: 홍순상, 정종태, 신꽃샘, 임보라미, 이진숙
- 연출 / 스토리보드: 홍재성, 원동우, 이명철
- 배경감독: 박동기
- 레이아웃: 박동기, 강현아, 최소은
- 2D 애니메이션: 홍재성, 원동우, 이혜민, 이소망, 이종문, Yvonne Ng (제13~26화)
- CG 감독: 여성재
- 촬영: 여성재, 황여울
- 메카닉: 우민우, 류재훈, 조경철
- 3D 모델링: 도세민, 조경철
- 목소리 연기: 양정화, 조현정, 남도형, 박신희, 류승곤, 황창영
- 기획: MBC
- 제작: 픽셔너리 아트팩토리